# ترنس بایا
ترنس بایا (انگلیسی: Terence Baya؛ زادهٔ ۱۲ ژانویهٔ ۱۹۹۸) بازیکن فوتبال است.
از باشگاه‌هایی که در آن بازی کرده‌است می‌توان به باشگاه فوتبال برشا اشاره کرد.